# Kiyosato (Hokkaido)
Kiyosato (jap. 清里町 Kiyosato-chō) – miasto w Japonii, w prefekturze Hokkaido, w podprefekturze Ohōtsuku. Według danych na rok 2020 miejscowość zamieszkiwało 3 883 mieszkańców , a gęstość zaludnienia wyniosła 9,6 os./km².